# Vorticita
Vektorová veličina vorticita je mikroskopickou mírou rotace v kontinuu. Vorticita charakterizuje vířivou strukturu proudění dané tekutiny v každém bodě kontinua. V české fyzikální literatuře se objevuje též vírnatost, vír, vír rychlosti.

## Meteorologie

### Dynamická meteorologie
V dynamické meteorologii je vorticita vlastnost charakterizující rotaci vzduchu v synoptickém měřítku. Používá se při prognóze vývoje vírů synoptického měřítka. Vyjádření všech tří složek vektoru dostaneme po aplikaci operace rotace na vektor proudění v.
{\displaystyle \mathrm {rot} \,\mathbf {v} =\nabla \,\times \mathbf {v} ={\frac {\partial v_{z}}{\partial y}}-{\frac {\partial v_{y}}{\partial z}},{\frac {\partial v_{x}}{\partial z}}-{\frac {\partial v_{z}}{\partial x}},{\frac {\partial v_{y}}{\partial x}}-{\frac {\partial v_{x}}{\partial y}}}
Nejčastěji je vorticita vyjádřena rotací kolem vertikální osy z, v jejímž směru je zobrazen i výsledný vektor. Absolutní vorticita je vorticita definovaná v absolutní souřadnicové soustavě, kdežto relativní vorticita bere v úvahu relativní souřadnicovou soustavu, která je obvykle pevně spojena se zemským povrchem.
Platí tedy pro relativní vorticitu
{\displaystyle \zeta ={\frac {\partial v_{r}}{\partial x}}-{\frac {\partial u_{r}}{\partial y}}}
a pro absolutní vorticitu
{\displaystyle \eta ={\frac {\partial v_{a}}{\partial x}}-{\frac {\partial u_{a}}{\partial y}}},
kde u a v jsou zonální (směr x) a meridionální (směr y) složky rychlosti větru.
Mezi absolutní vorticitou a relativní vorticitou platí vztah:
{\displaystyle \eta =\zeta +\lambda },
kde λ je Coriolisův parametr. A pro ten platí
{\displaystyle \lambda =2\Omega \sin f},
kde Ω je úhlová rychlost rotace Země a f je zeměpisná šířka.
Na severní polokouli je horizontální relativní vorticita kladná v případě rotace vzduchu proti směru hodinových ručiček – zakřivení proudnic má cyklonální charakter, to je spojeno s tlakovými útvary cyklónami a brázdami nízkého tlaku vzduchu.
Na severní polokouli je horizontální relativní vorticita záporná v případě rotace vzduchu po směru hodinových ručiček – zakřivení proudnic má anticyklonální charakter, to je spojeno s tlakovými útvary anticyklónami a hřebeny vysokého tlaku vzduchu.
Pokud vzduchová částice nerotuje je vorticita rovna nule.

### Fyzika oblaků
Ve fyzice oblaků je v subsynoptickém měřítku při popisu proudění v oblaku a jeho okolí uvažováno třírozměrné pole proudění a tedy i všechny tři složky vektoru relativní vorticity.